# Ácido sapiénico
El ácido sapiénico es un ácido graso que constituye un componente principal del sebo humano. Único en el género humano, su nombre científico proviene de la raíz sapiens. El ácido graso equivalente en el sebo del ratón es el ácido palmitoleico. Las sales, ésteres, aniones y bases conjugadas del ácido sapiénico se conocen como sapienatos.
La producción deficiente de ácido sapiénico se ha relacionado con el desarrollo de la dermatitis atópica, y el ácido sapiénico tiene una potente actividad antibacteriana contra patógenos como Staphylococcus aureus. Se ha relacionado una ingesta reducida de omega-3 con niveles más bajos de ácido sapiénico en el sebo.
La delta-6-desaturación del ácido palmítico conduce a la biosíntesis del ácido sapiénico. En otros tejidos, el ácido linoleico es el objetivo de la delta 6 desaturasa, pero el ácido linoleico se degrada en las células sebáceas, lo que permite que la enzima desature el ácido palmítico a ácido sapiénico. Un producto de extensión de dos carbonos del ácido sapiénico, el ácido sebaleico, también está presente en el sebo. El ácido sapienico puede conducir a la decanal, que es probablemente lo que los mosquitos utilizan para identificar presas humanas. 